# 杰尔堡
杰尔堡（匈牙利語：Győrvár）是匈牙利沃什州所辖的一个村，总面积16.59平方公里，总人口659，人口密度39.7人/平方公里（2010年1月1日）。